# Placówka Straży Celnej „Lubstynek”

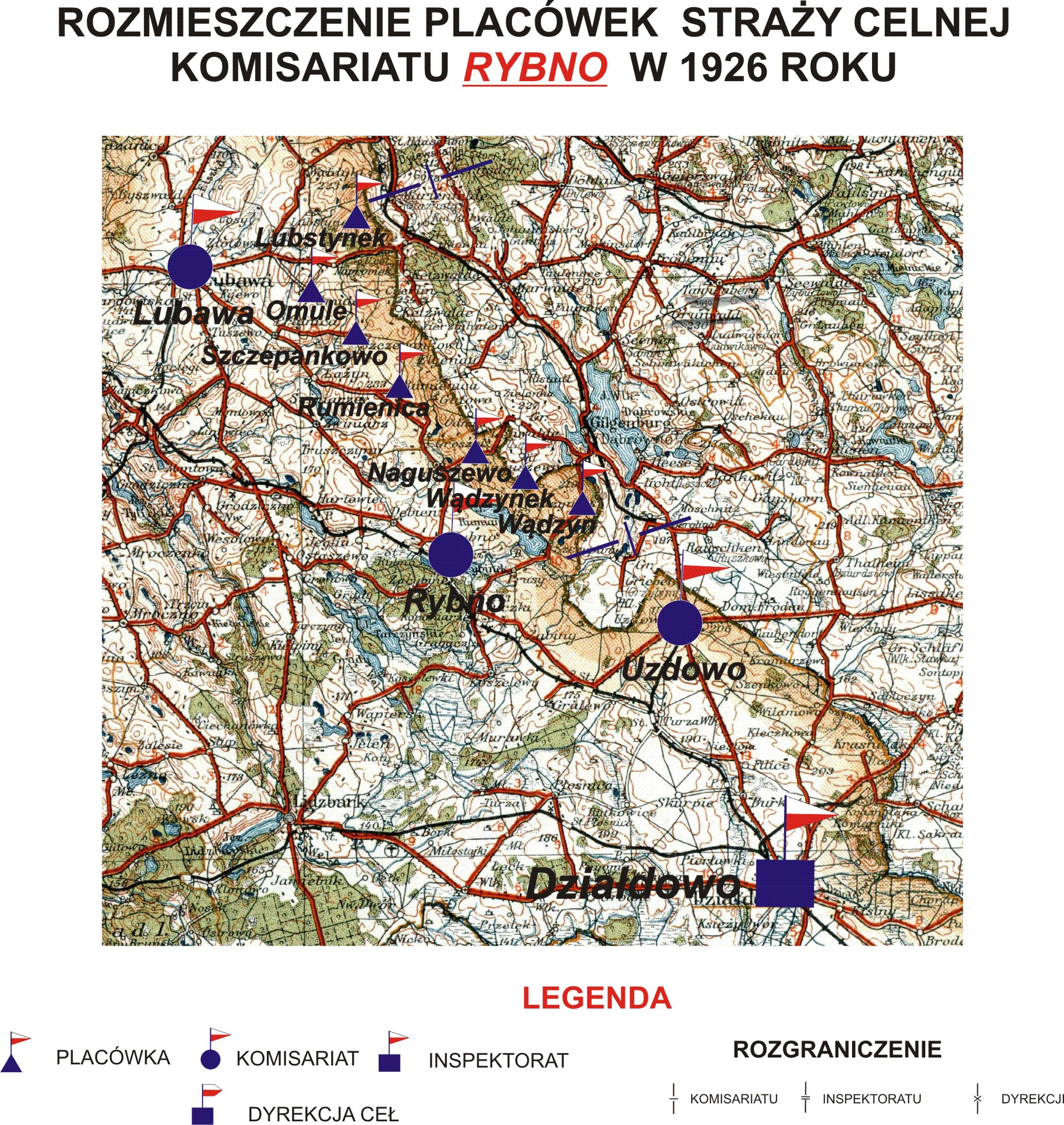
Rozmieszczenie placówek SC komisariatu "Rybno" w 1926 r.

Placówka Straży Celnej „Lubstynek” – jednostka organizacyjna Straży Celnej pełniąca w okresie międzywojennym służbę ochronną na granicy polsko-niemieckiej.

## Formowanie i zmiany organizacyjne
Na wniosek Ministerstwa Skarbu, uchwałą z 10 marca 1920 roku, powołano do życia Straż Celną. Jednostki Straży Celnej rozpoczęły przejmowanie odcinków granicy od pododdziałów Batalionów Celnych. W 1921 roku w Rozentalu stacjonował sztab 2 kompanii 13 batalionu celnego. Kompania wystawiała między innymi placówkę w Lubstynku. Proces tworzenia Straży Celnej trwał do końca 1922 roku. Placówka Straży Celnej „Lubstynek” weszła w podporządkowanie komisariatu Straży Celnej „Rybno” z Inspektoratu SC „Działdowo”.
W drugiej połowie 1927 roku przystąpiono do gruntownej reorganizacji Straży Celnej. W praktyce skutkowało to rozwiązaniem tej formacji granicznej. Ochronę północnej, zachodniej i południowej granicy państwa przejęła powołana z dniem 2 kwietnia 1928 roku Straż Graniczna. Na podstawie rozkazu Mazowieckiego Inspektora Okręgowego z 2 kwietnia 1928, do komisariatu „Lubawa” dodano placówkę „Lubstynek” z komisariatu „Rybno” i placówkę „Rodzone” z komisariatu „Jamielnik”.
W strukturach nowo powstałej formacji nie odtworzono jednak placówki „Lubstynek”.

## Służba graniczna
Sąsiednie placówki
- placówka Straży Celnej „Omule” ⇔ placówka Straży Celnej „Wałdyki” − 1926[10]

## Funkcjonariusze placówki
Kierownicy placówki
| stopień    | imię i nazwisko, numer  | okres pełnienia służby | kolejne stanowisko |
| ---------- | ----------------------- | ---------------------- | ------------------ |
| przodownik | Marcin Kajetanek (2522) | był w 1926             |                    |

Obsada personalna placówki w 1926:
- przodownik Marcin Kajetanek (2522)
- strażnik Bronisław Cwojdziński (2899)
- strażnik Wojciech Ewertowski (476)
- strażnik Andrzej Minta (2582)
- strażnik Wawrzyniec Popielski (2046)
- strażnik Marcin Zakens (2729)